# Faïence de Laterza

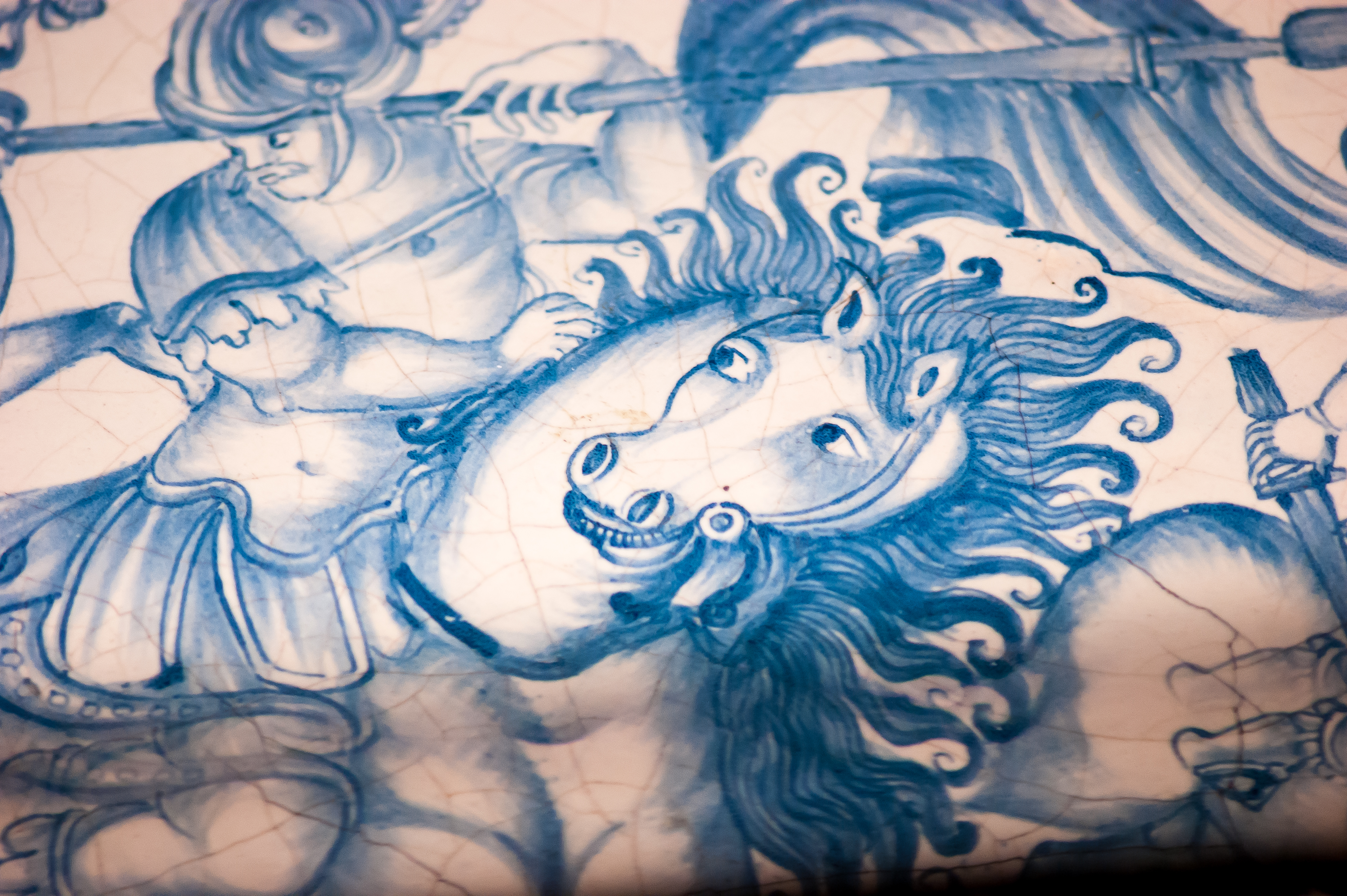
Maiolica di Laterza

La Faïence de Laterza (ou Maiolica di Laterza en italien) est un type particulier de faïence que l’on trouve dans la ville de Laterza, dans la région des Pouilles en Italie.

## Historique
D’abord centre de production céramique de la Grande-Grèce durant l'époque de la Rome Antique puis dans la période médiévale, c’est vers les XVIIe et XVIIIe siècles que sa production atteint son apogée et connaît la notoriété sous l'appellation de « Majolique artistique ».
Parmi ses principales caractéristiques, on remarque les élégants dégradés généralement de camaïeu bleu contrastant sur l'émail blanc et une stylistique particulière nommée Istoriato Laertino qui privilégie la représentation de scènes chevaleresques.
La Majolique de Laterza bénéficie du label CAT - Céramique Artistique Traditionnelle - instauré en 1997 par décret du Ministère Italien de l’Industrie, du Commerce et de l’Artisanat.

Détails.
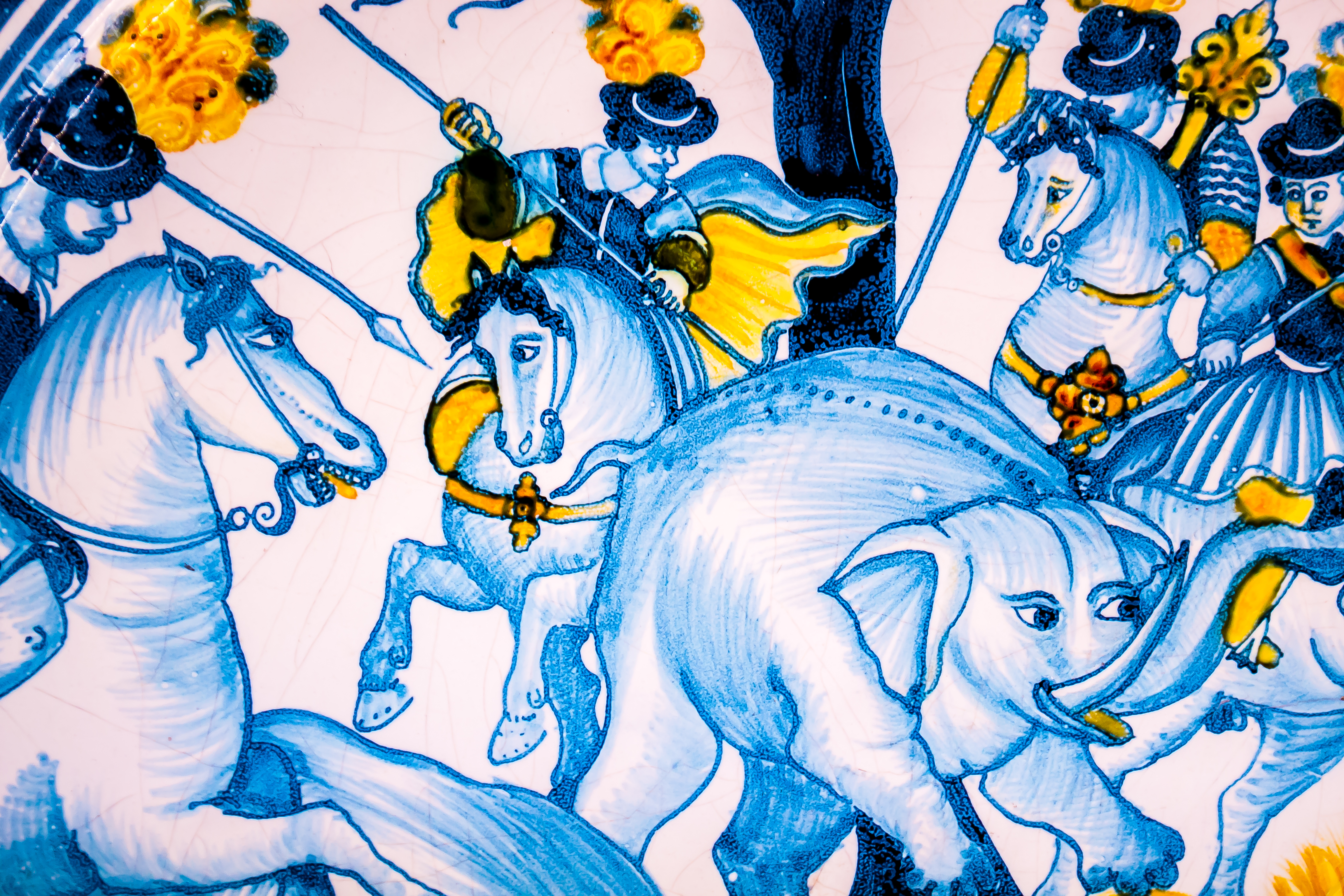
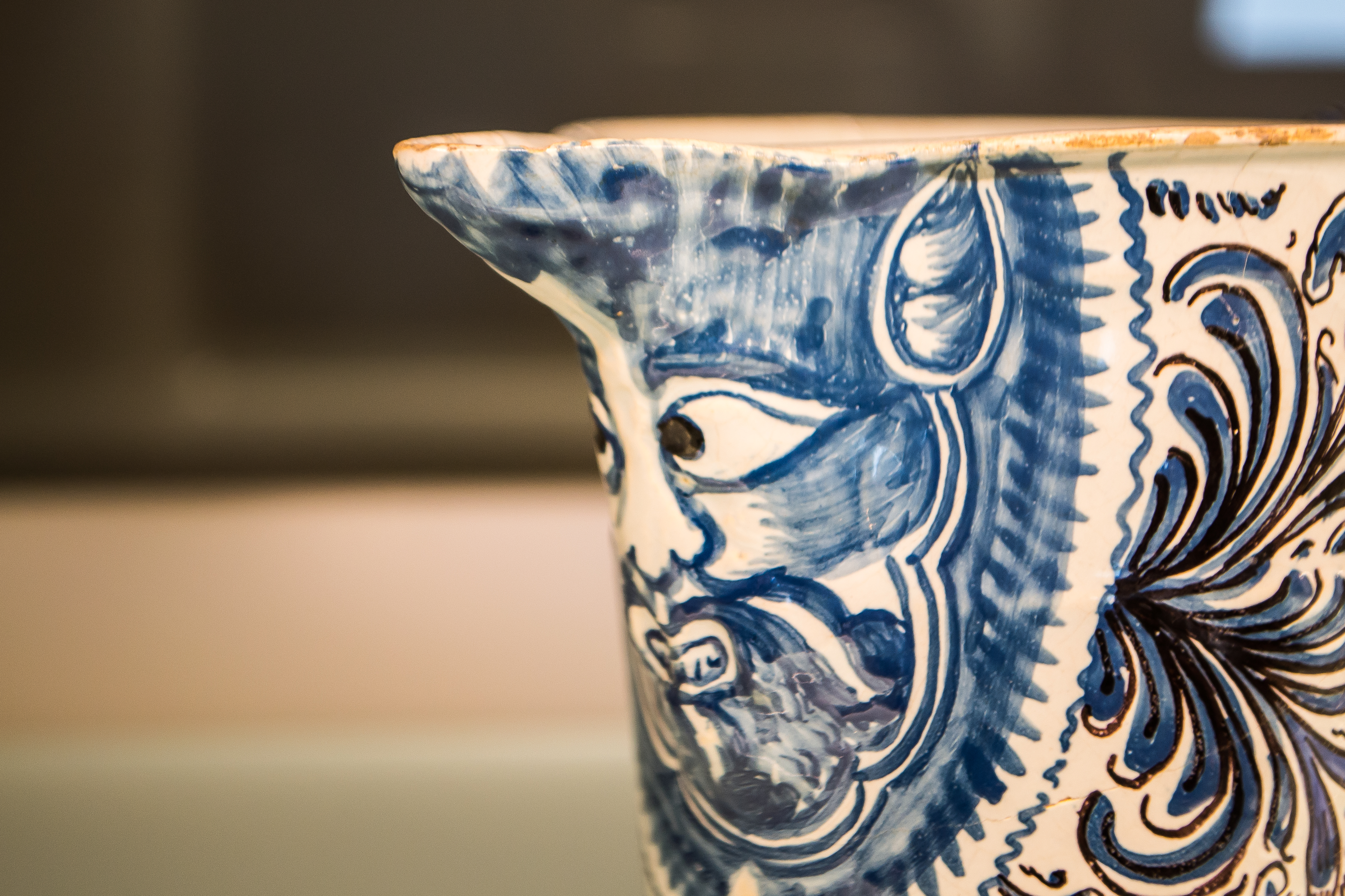